# Zalaba
Zalaba (szlovákul Zalaba) község  Szlovákiában, a Nyitrai kerület Lévai járásában.

## Fekvése
Lévától 32 km-re délre, a Szikince-patak partján fekszik.

## Története
A régészeti leletek tanúsága szerint területén már az újkőkorszakban is éltek emberek. A vonaldíszes kultúra településeinek nyomait tárták itt fel. Előkerültek hamvasztásos sírok és használati eszközök is a kora és a késői bronzkorból, valamint késő vaskori csontvázas sírok is. Ugyancsak találtak településmaradványokat és sírokat a nagymorva időszakból.
A mai települést 1349-ben említi először oklevél, amikor birtokosa a Hont-Pázmány nembeli Fedemus Miklós és fia László voltak. Története során több tulajdonosa is volt. A 15. századtól a lévai váruradalom része,  a 19. században az Eszterháziaké, 1875-től pedig a Huszár és Pongrácz családé. Határában gazdag legelőkkel rendelkezett, a Szikincén pedig vízimalmai működtek. 1715-ben malma és 15 háztartása létezett. 1828-ban 43 házában 260 lakos élt. Lakói mezőgazdasággal, szőlőtermesztéssel foglalkoztak. A 19. század végén olvasókör alakult, a kultúra háza 1898-ban épült fel. A falu a 20. század elejére érte el legnagyobb lélekszámát, ekkor több mint 400-an lakták.
Vályi András szerint "ZALABA. Hont Várm. földes Ura Hg. Eszterházy Uraság, fekszik Kis Gyarmathoz közel, és annak filiája; határja jó."
Fényes Elek szerint "Zalaba, Honth m. magyar falu, a Szikincze völgyében: 53 kath., 192 ref. lak. Rétje, legelője igen jó. F. u. h. Eszterházy. Ut. p. Esztergom."
Hont vármegye monográfiája szerint "Zalaba, magyar kisközség, a Szikincze völgyében, 96 házzal és 410 ev. ref. vallású lakossal; saját vasúti állomása, postája és távirója van. A Hunt-Pázmán nemzetség birtoka volt. 1349-ben Miklós és fia László bizonyítványt nyertek arról, hogy Szent István király óta Zalaba mindig az őseiké volt. Okleveles említést 1437-ben találunk is a községről, a mikor Zsigmond király zálogba adta Lévai Cseh Péternek azt. A mult század elején a herczeg Esterházy-féle hitbizományhoz tartozott, 1875-ben pedig Huszár István szerezte meg. Jelenleg özv. gróf Pongrácz Vilmosnénak van itt nagyobb birtoka. Ev. ref. temploma 1789-ben épült."
A trianoni békeszerződésig Hont vármegye Vámosmikolai járásához tartozott. 1938 és 1944 között újra Magyarország fennhatósága alatt állt.

## Népessége
| Év:            | 1994. | 2004.   | 2014.   | 2024.    |
| -------------- | ----- | ------- | ------- | -------- |
| Emberek száma: | 171   | 167     | 180     | 131      |
| Eltérés:       |       | -2,33 % | +7,78 % | -27,22 % |

| Év:            | 2023. | 2024.   |
| -------------- | ----- | ------- |
| Emberek száma: | 136   | 131     |
| Eltérés:       |       | -3,67 % |

1880-ban 394 lakosából 381 magyar és 5 szlovák anyanyelvű volt.
1890-ben 372 lakosából 368 magyar és 3 szlovák anyanyelvű volt.
1900-ban 410 lakosából 407 magyar és 3 szlovák anyanyelvű volt.
1910-ben 390 lakosából 387 magyar és 3 szlovák anyanyelvű volt.
1921-ben 362 lakosából 355 magyar és 7 csehszlovák volt.
1930-ban 349 lakosából 328 magyar, 16 csehszlovák és 5 állampolgárság nélküli volt. Ebből 263 református, 82 római katolikus és 4 evangélikus vallású.
1941-ben 324 lakosa mind magyar volt.
1970-ben 294 lakosából 271 magyar és 18 szlovák volt.
1980-ban 262 lakosából 246 magyar és 16 szlovák volt.
1991-ben 192 lakosából 181 magyar és 11 szlovák volt.
2001-ben 177 lakosából 152 magyar és 25 szlovák volt.
2011-ben 177 lakosából 152 magyar és 25 szlovák volt. Ebből 95 római katolikus, 67 református, 3 evangélikus és 2 görög katolikus vallású.
2021-ben 141 lakosából 116 (+2) magyar, 24 (+2) szlovák és 1 ismeretlen nemzetiségű volt.

## Nevezetességei
- Református templomát 1789-ben emelték, tornyot 1845-ben építettek hozzá.
- Csontos Vilmos emlékház.

## Neves személyek
- Itt élt hosszú ideig Csontos Vilmos (1908–2000) költő, a szlovákiai magyar irodalom egyik neves képviselője.
- Itt született 1925-ben Urbán Sándor író.
- Itt tanított Lovicsek Béla tanár, író, újságíró.

## Képtár

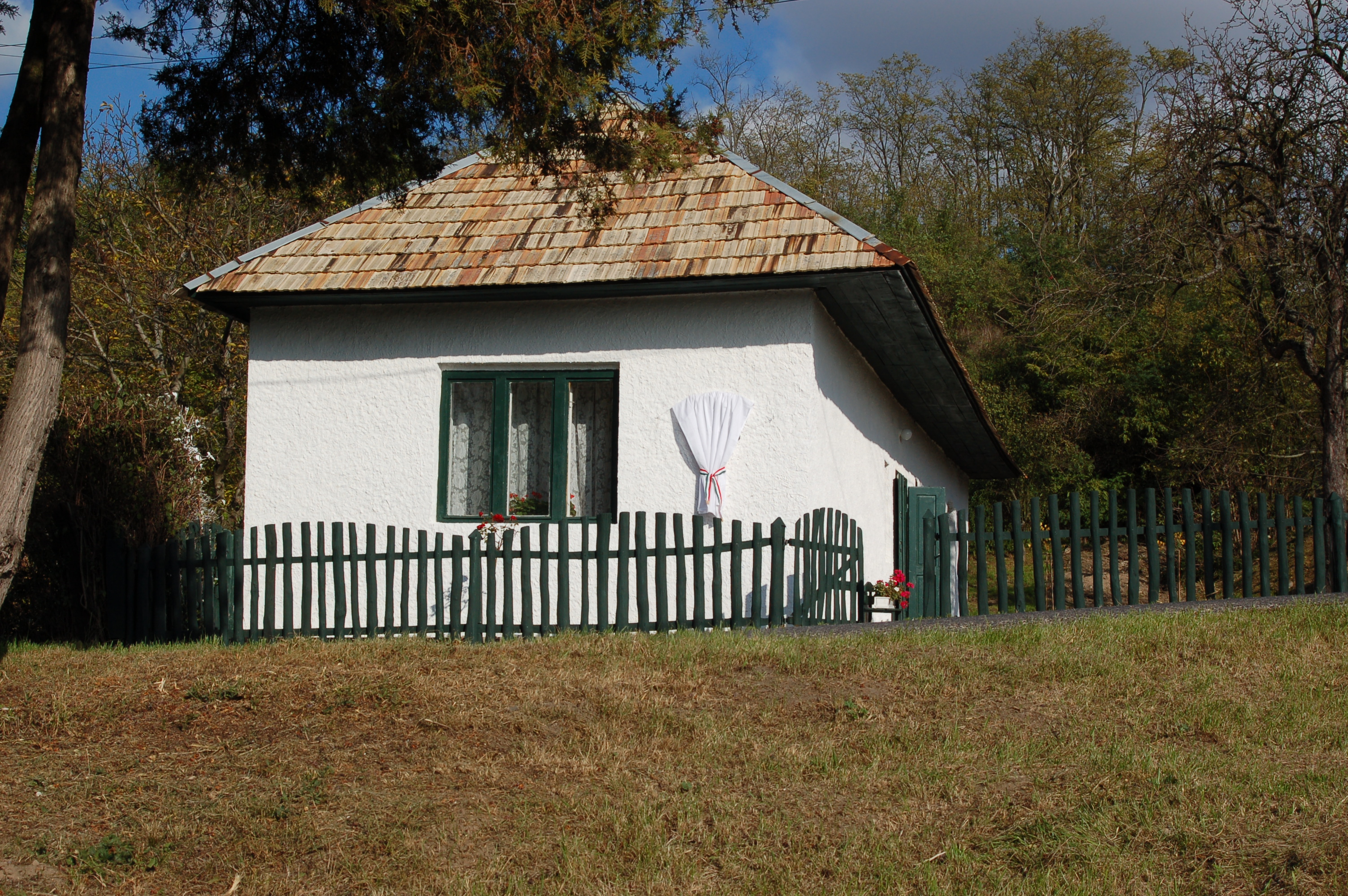
Csontos Vilmos emlékház
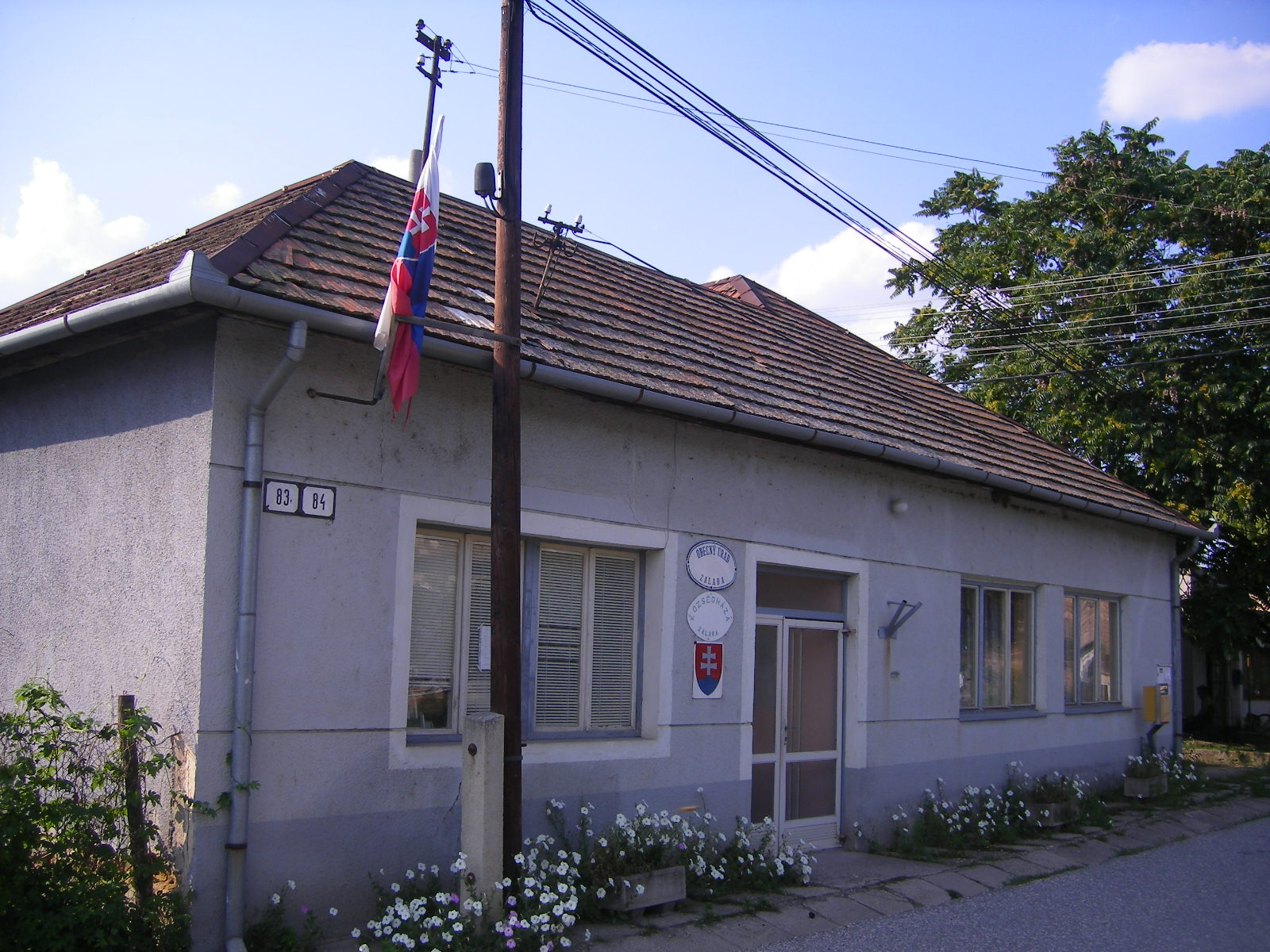
Községi hivatal
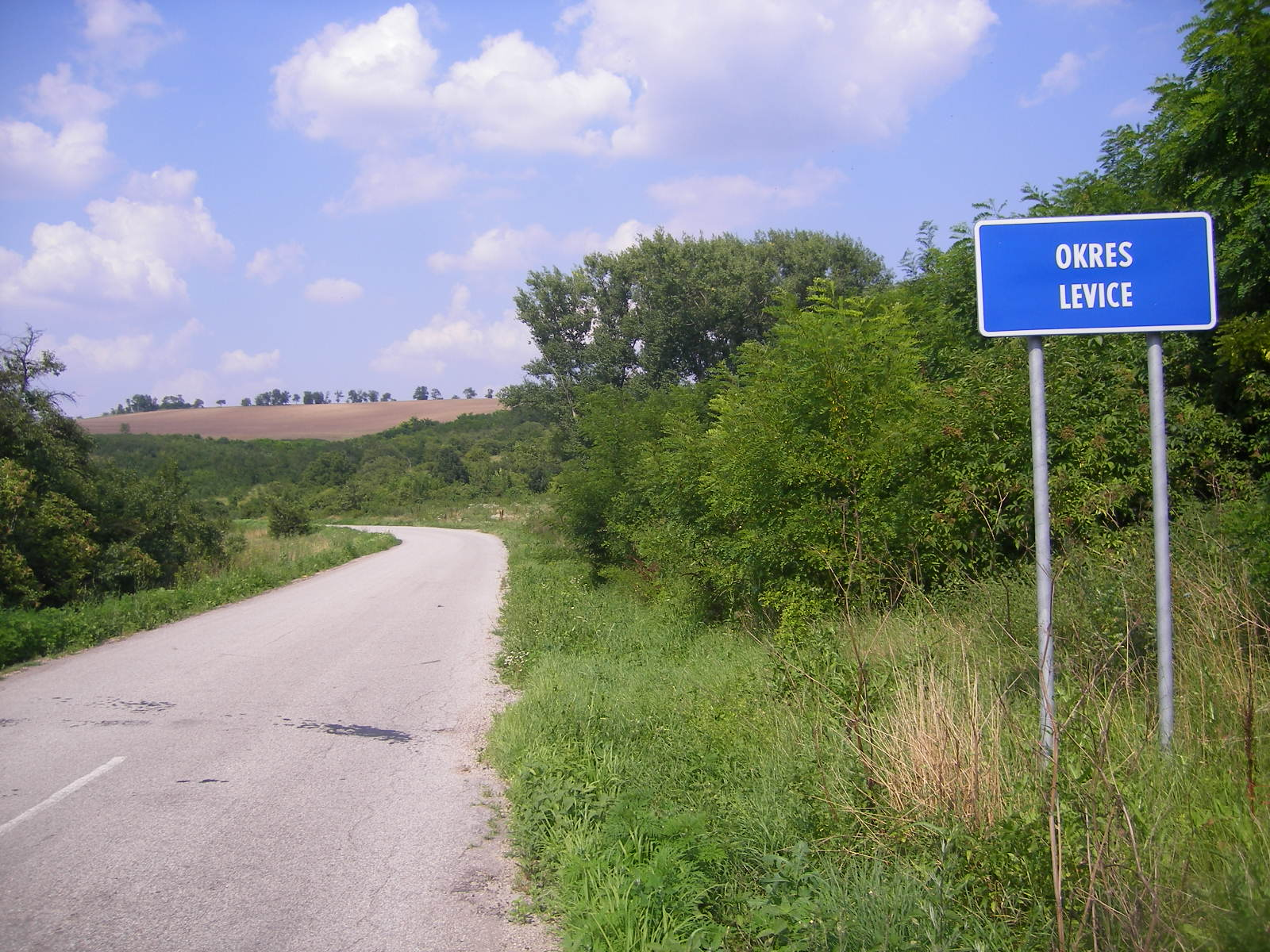
Zalaba és Kisgyarmat határán
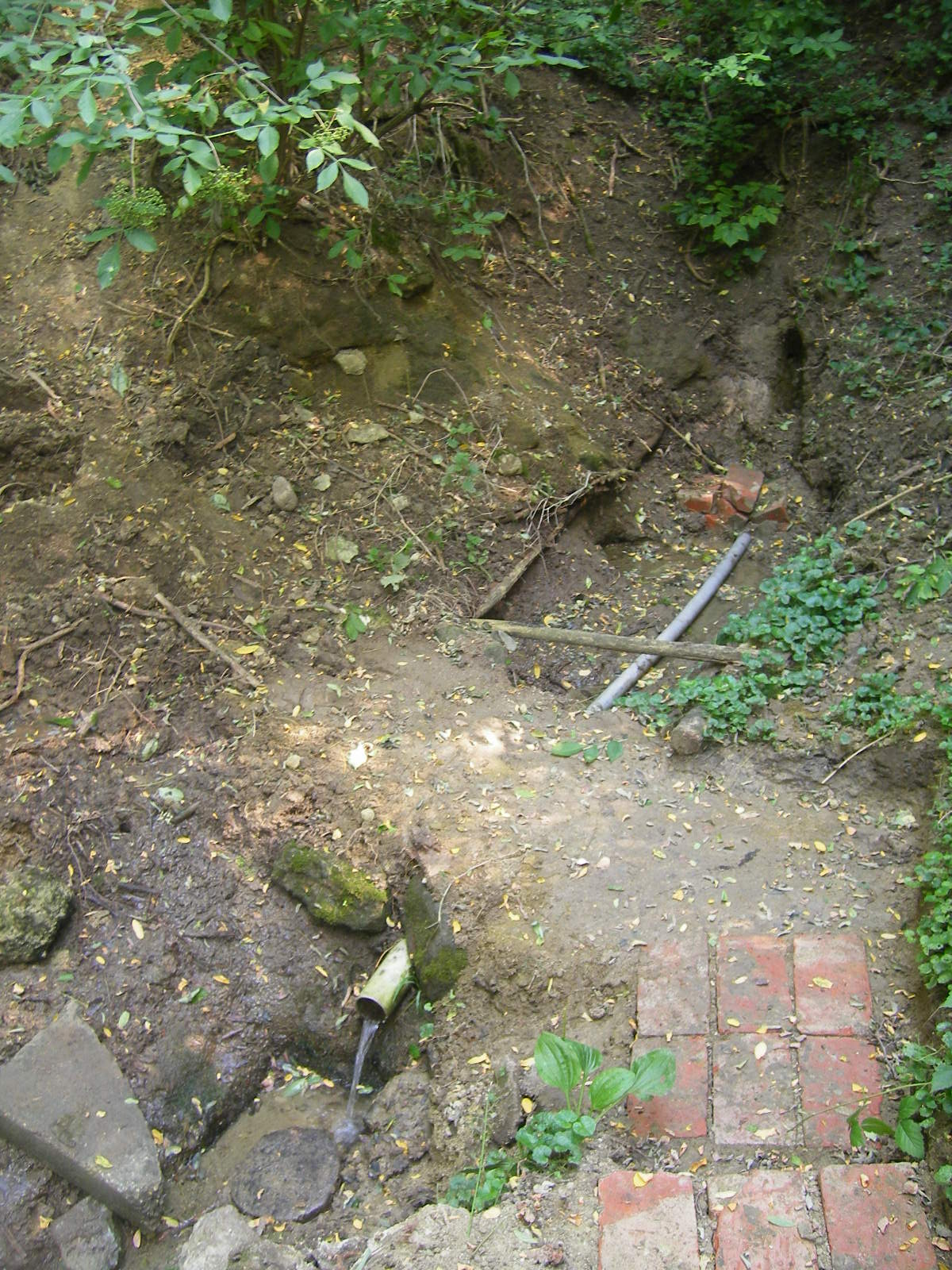
Forrás a falutól délre
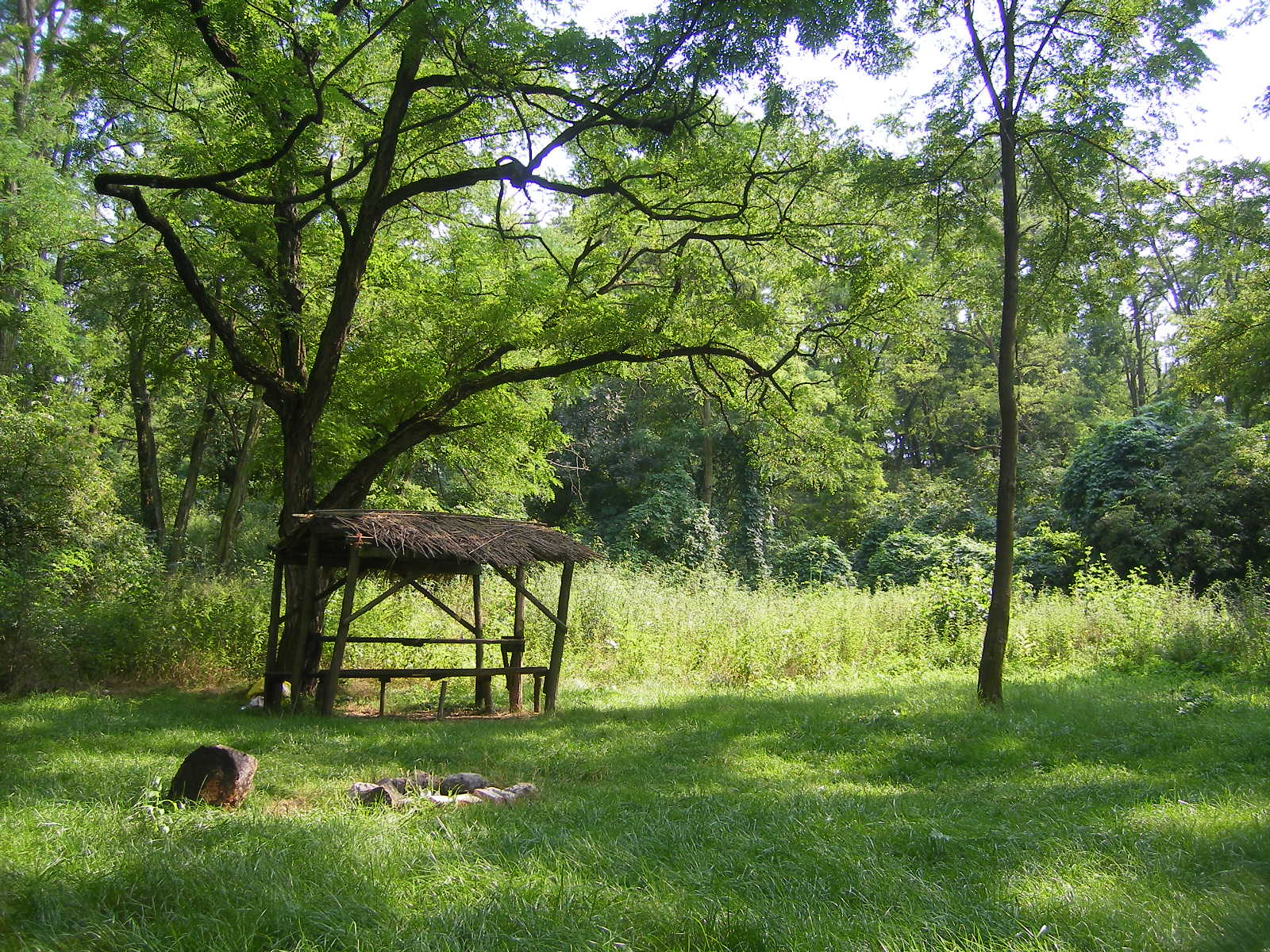
Erdei pihenőhely a zalabai forrásnál
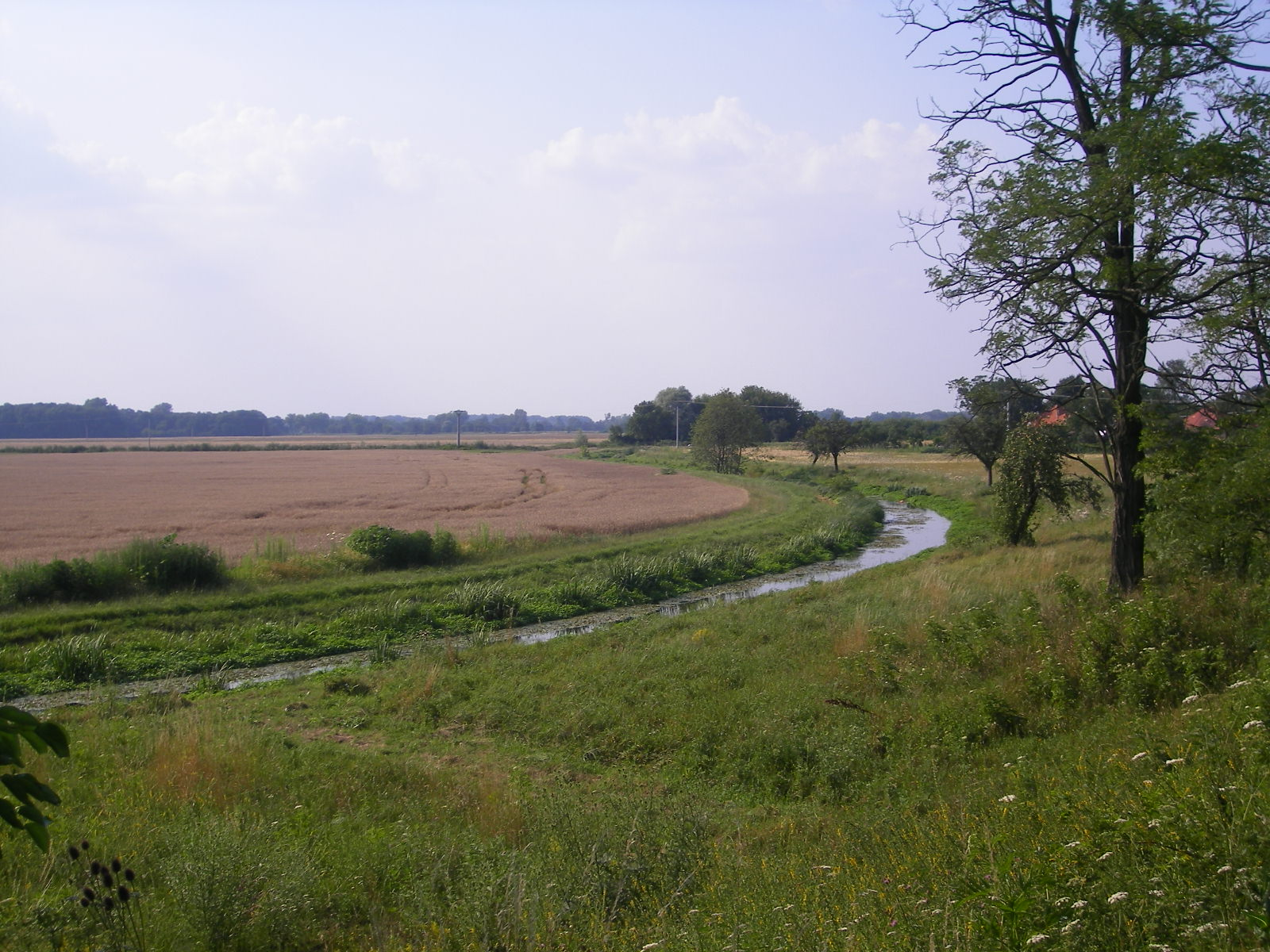
A Szikince (Perec) Zalabánál
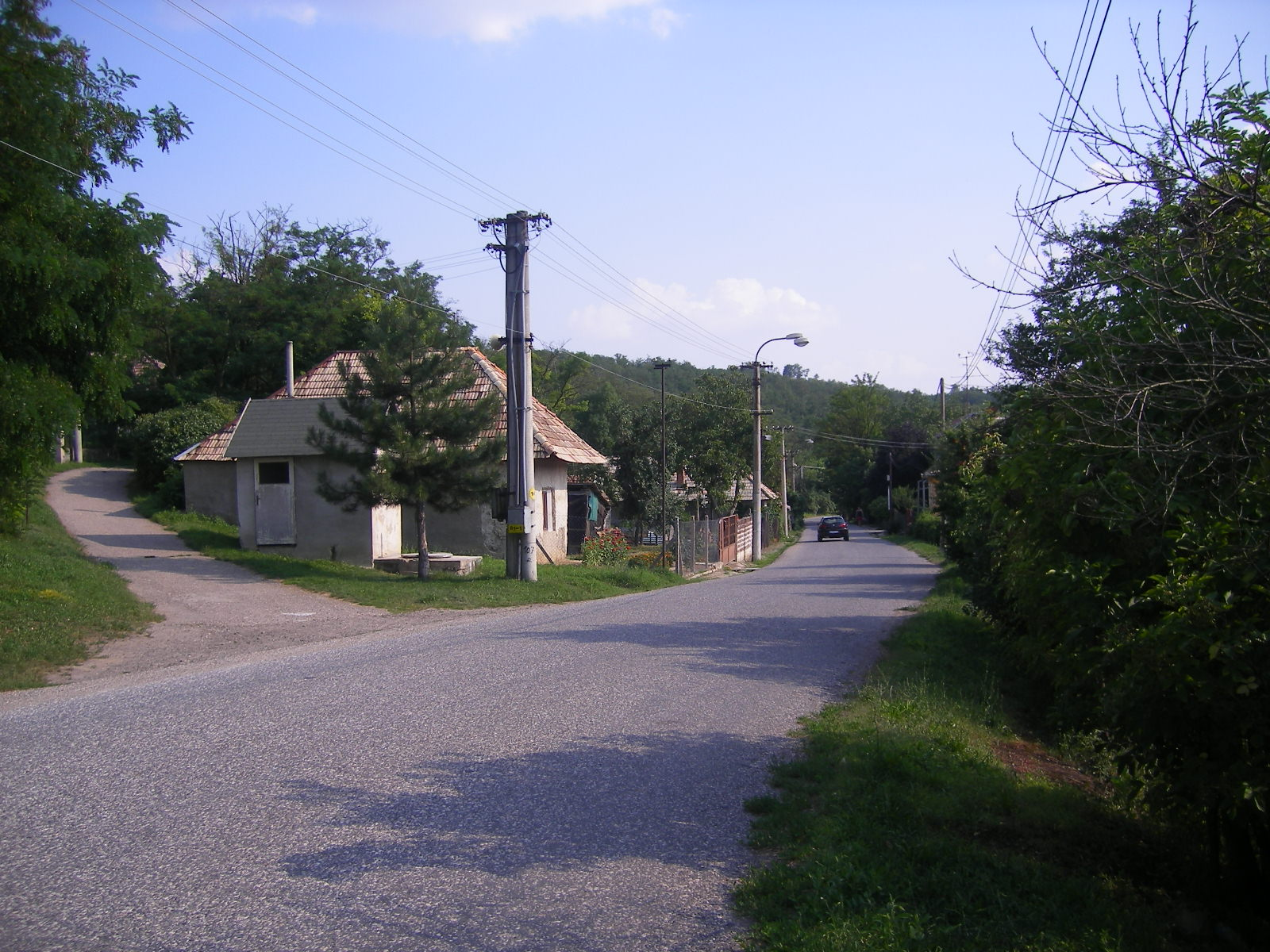
Zalabai utcakép
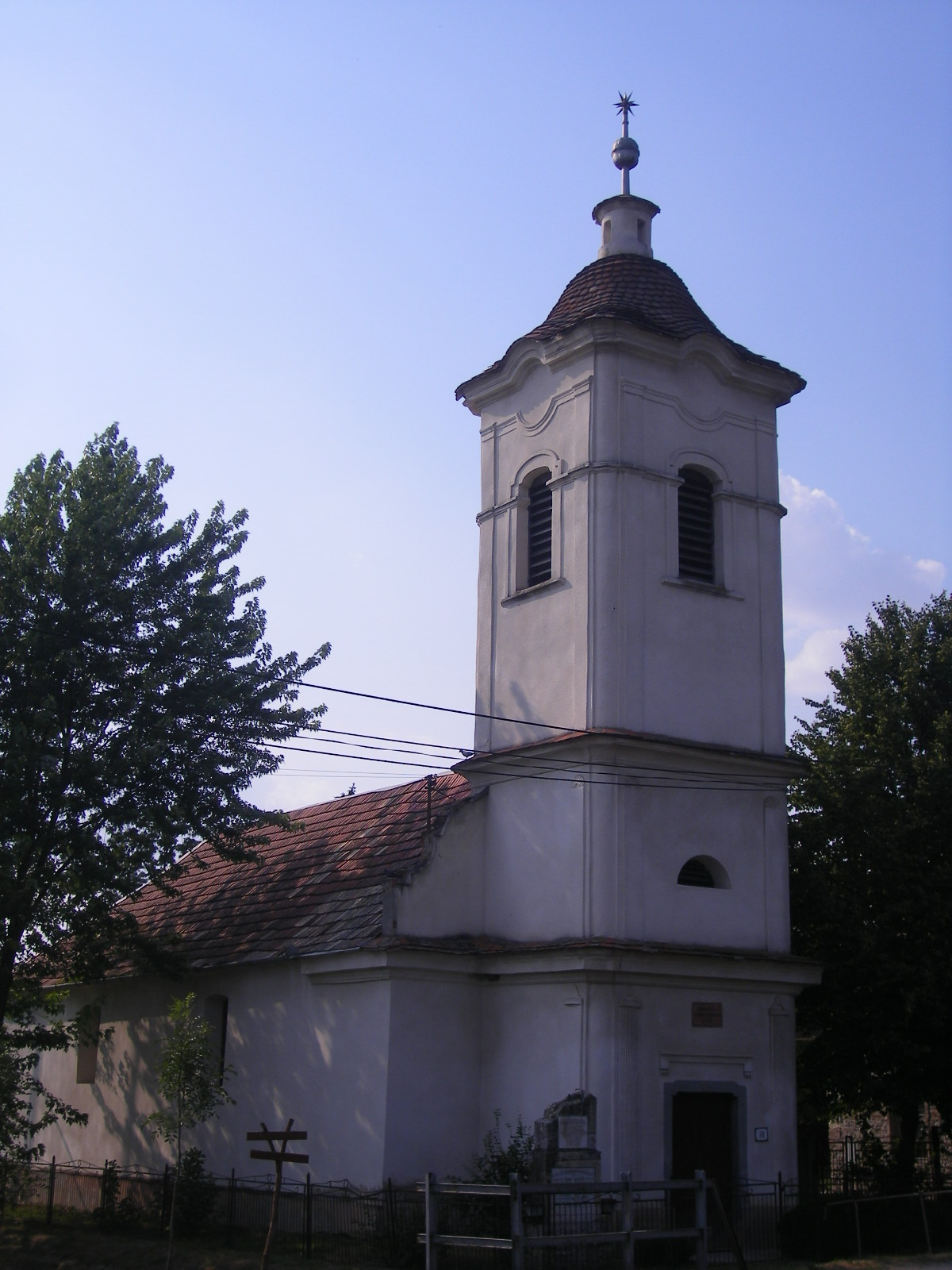
Református templom
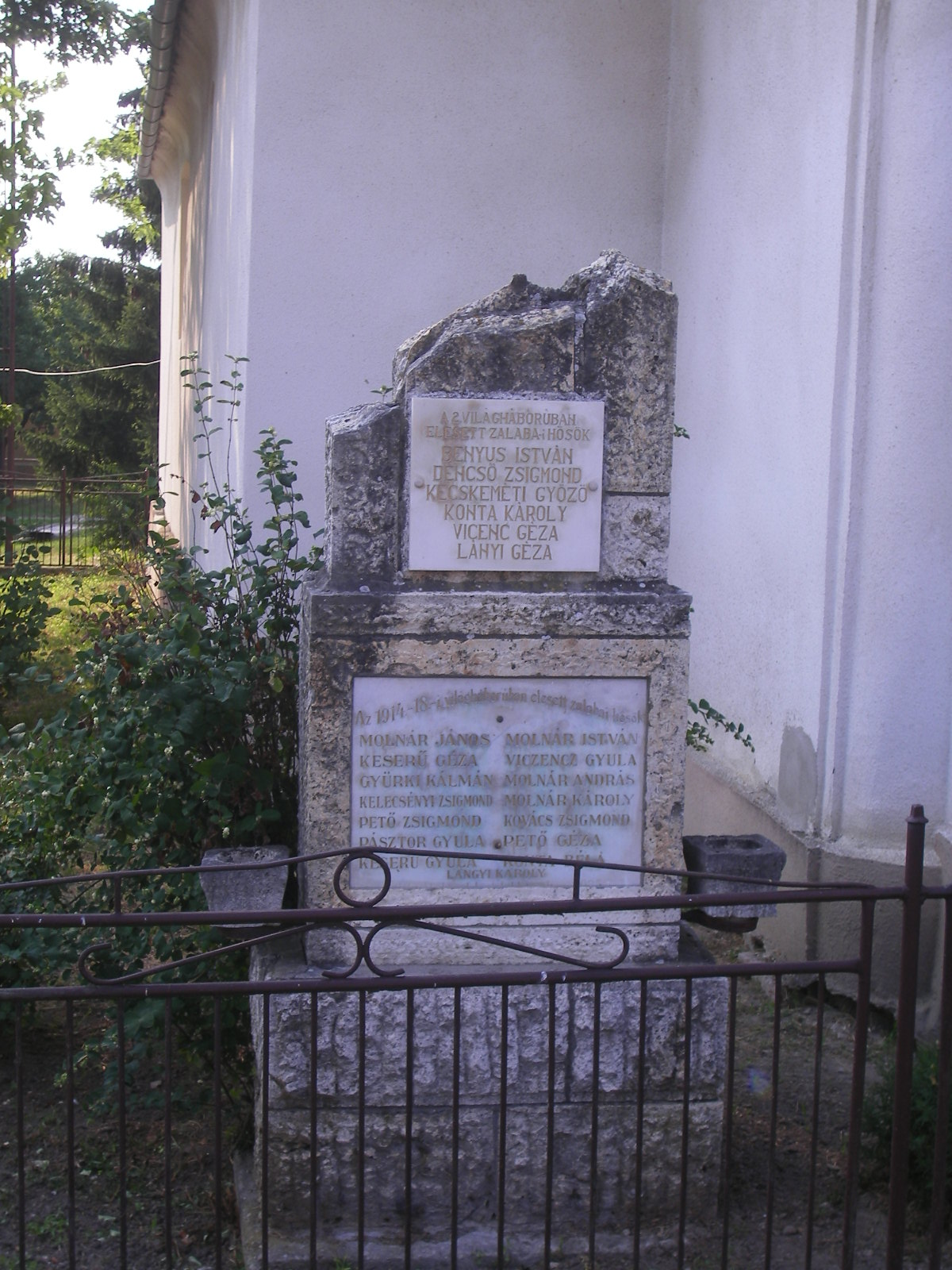
A két világháború áldozatainak emlékműve
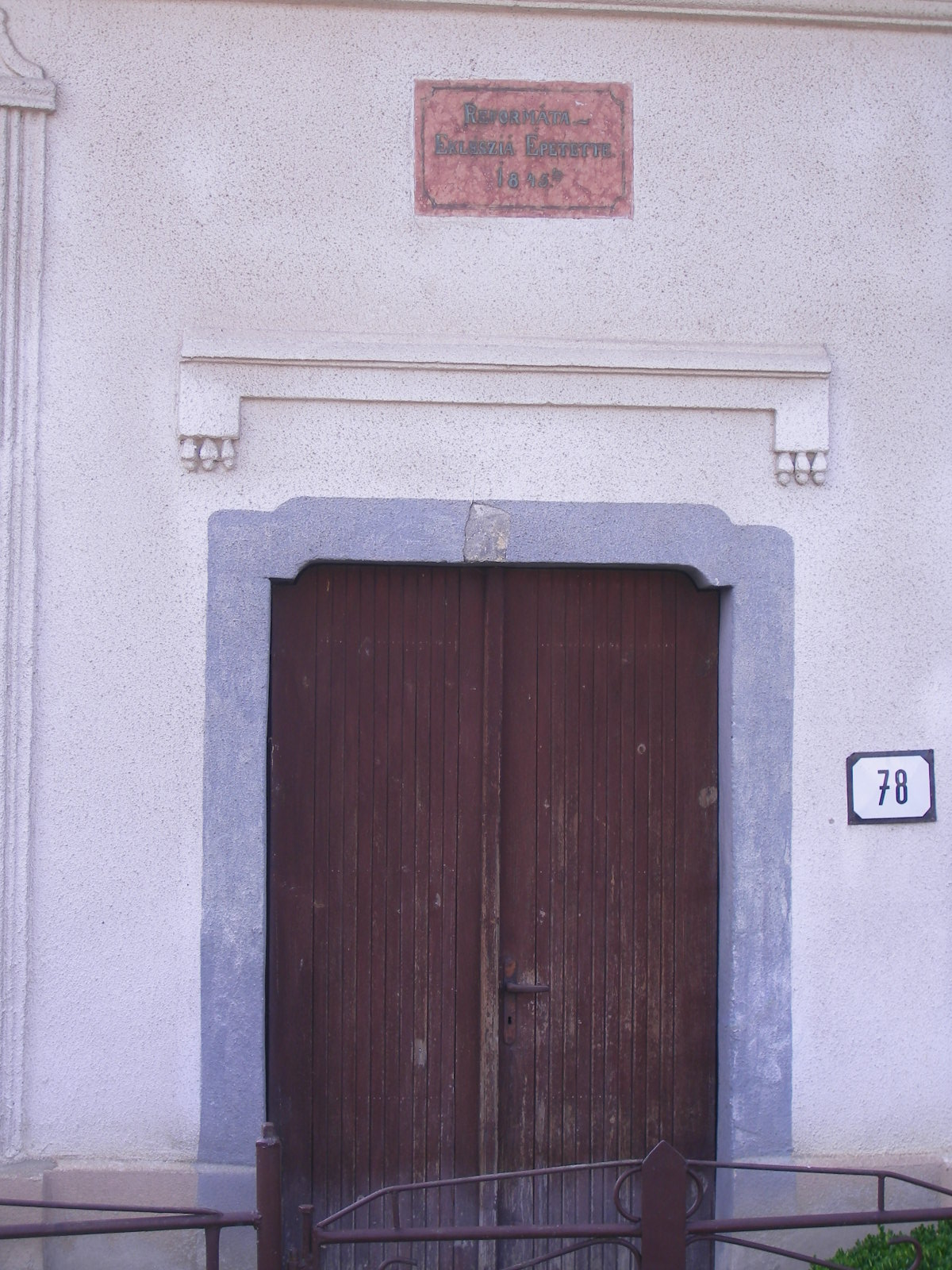
A református templom bejárata
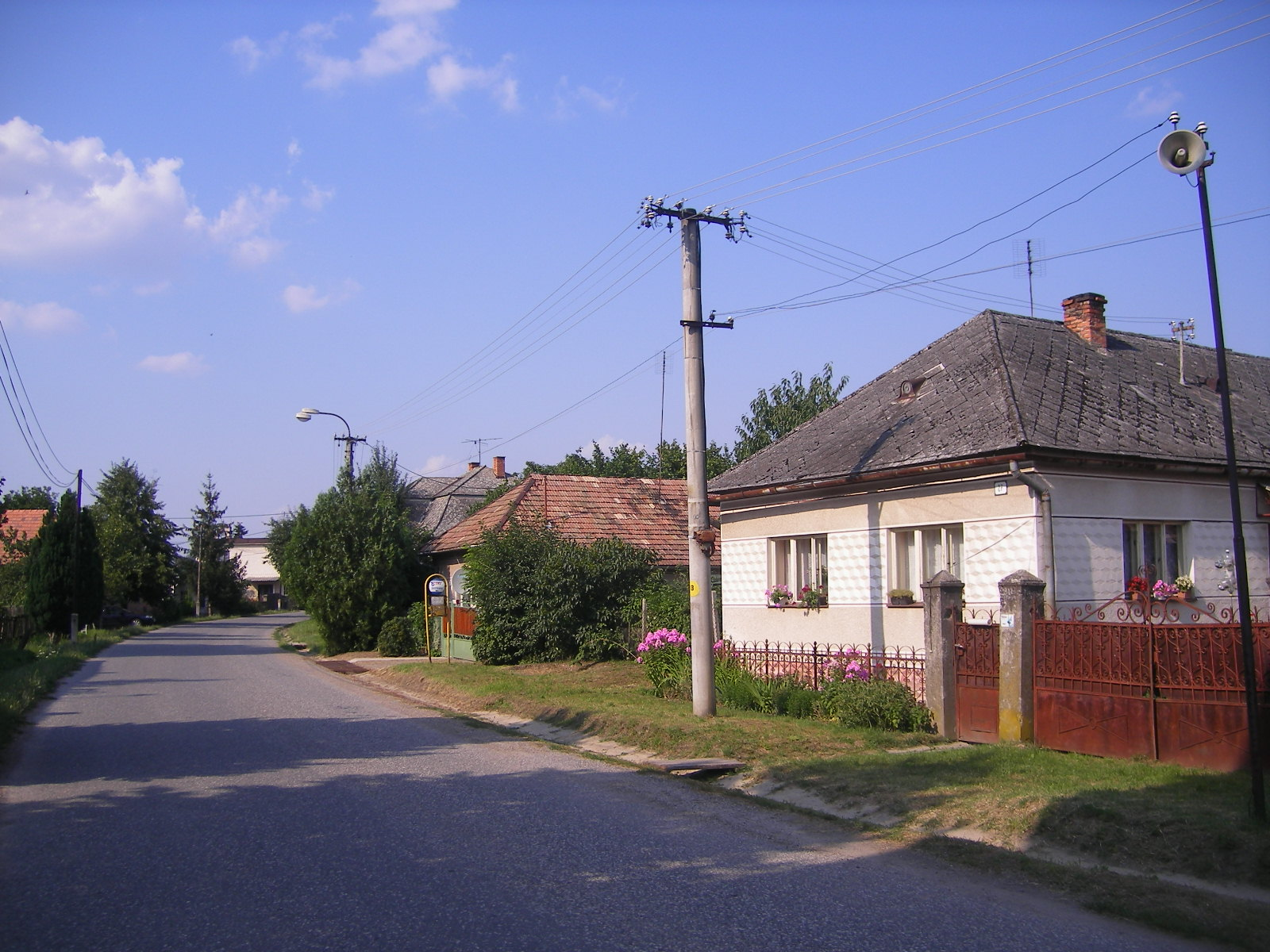
Utcakép
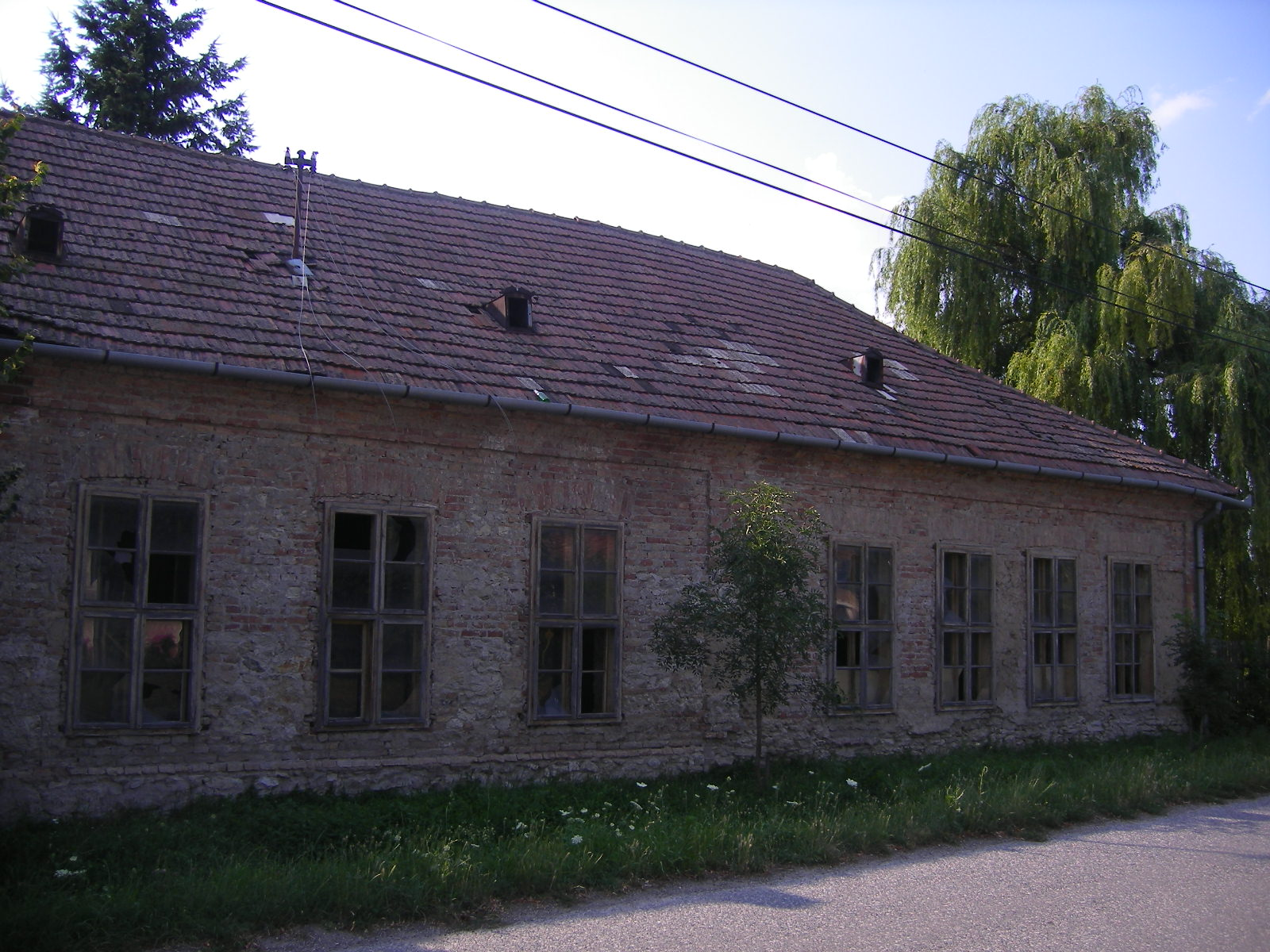
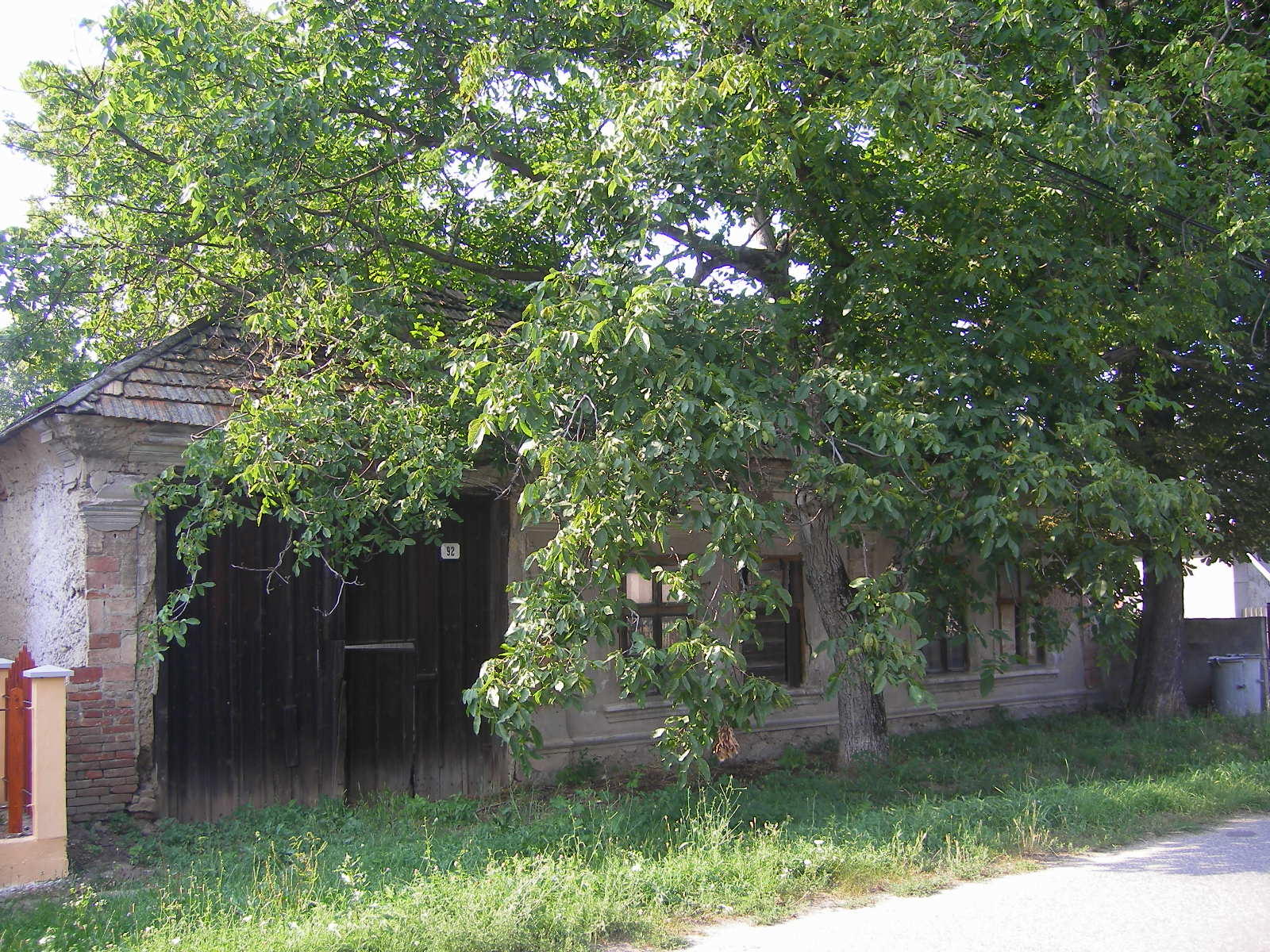
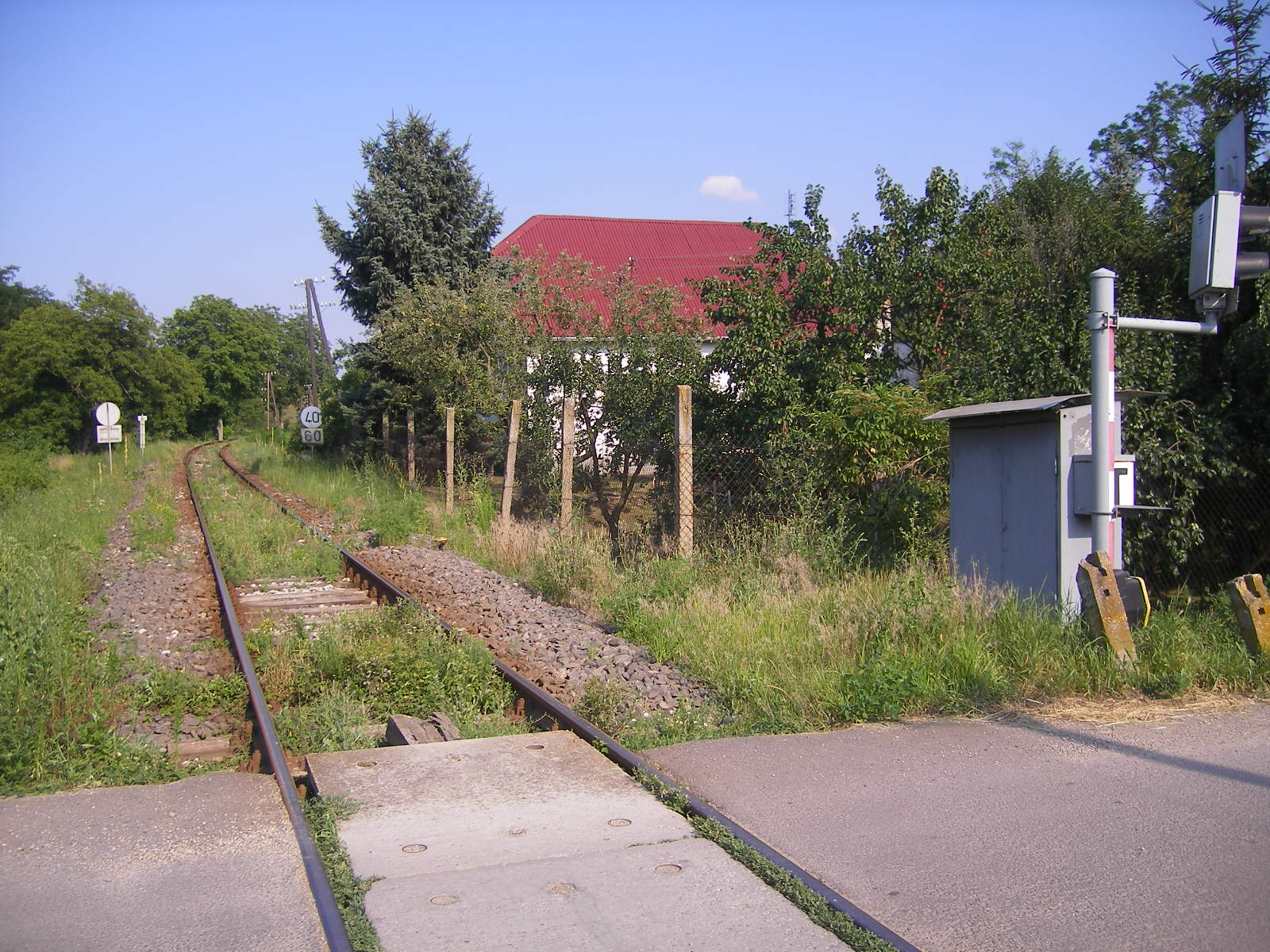
Az Oroszka-Ipolyság vasútvonal Zalabánál
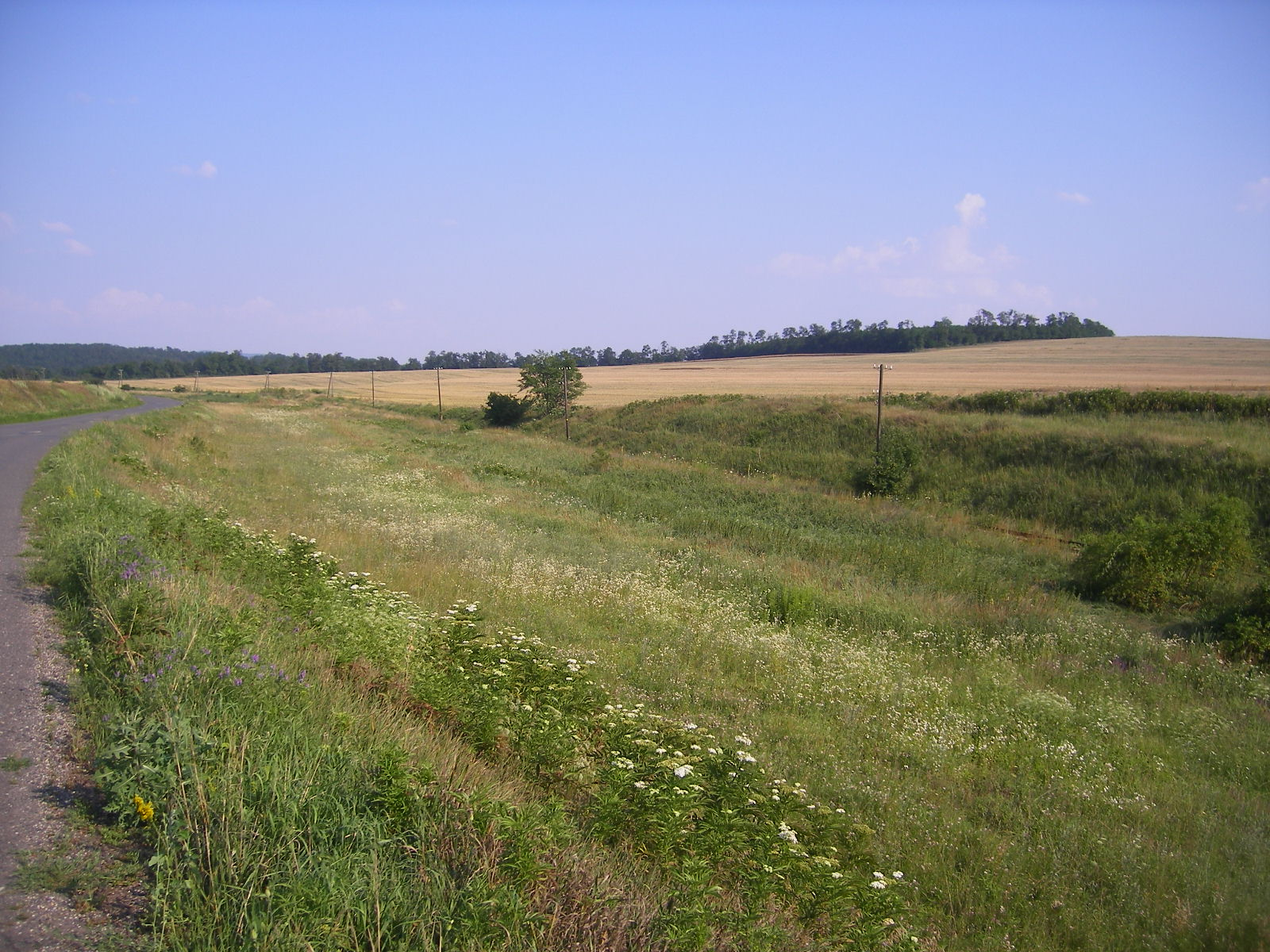
Tájkép a község keleti részén, a Garammenti-hátságon
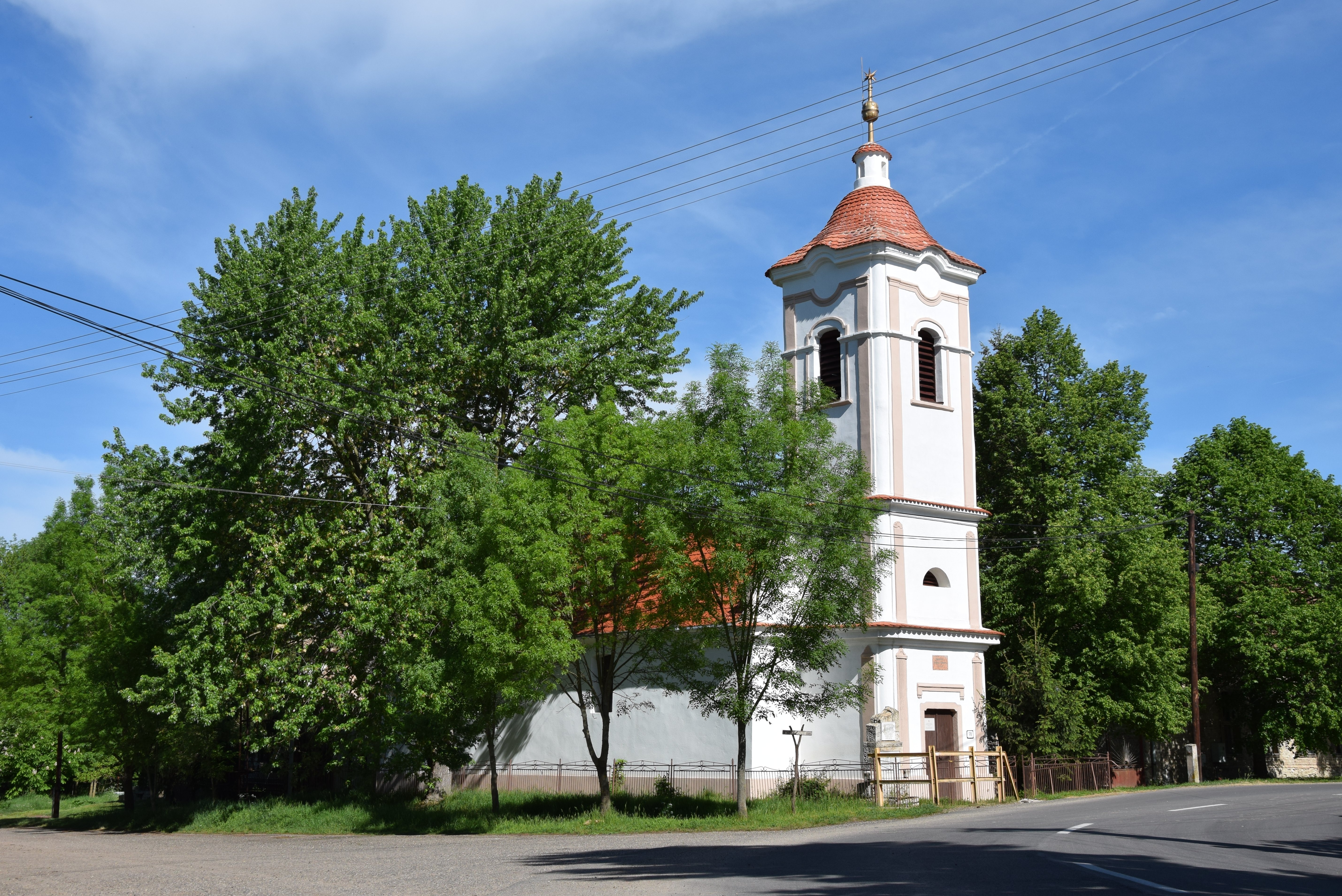
Felújított zalabai templom

## Külső hivatkozások
- Községinfó
- E-obce.sk Archiválva 2012. január 18-i dátummal a Wayback Machine-ben
- Alapinformációk a régió honlapján